# Săulești
Săulești est une commune roumaine située dans le județ de Gorj.